# 袖志の海女

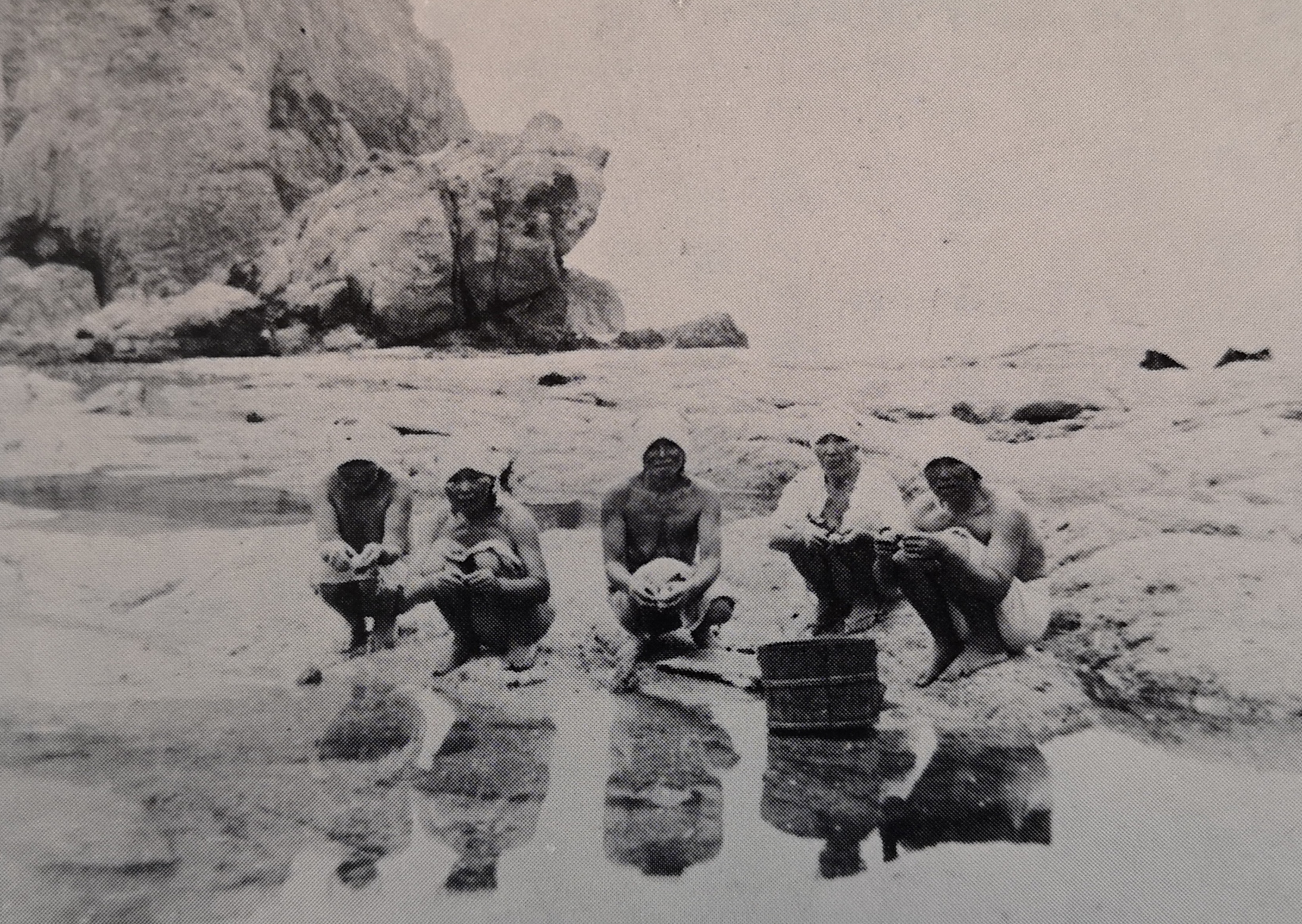
袖志の海女（昭和15年頃）

袖志の海女（そでしのあま）は、京都府京丹後市丹後町袖志において、潜水漁をしていた女性たちである。江戸時代前期から昭和前期にかけて越前から山陰地方にかけての日本海で組織的に活動し、主として海藻を採集した。丹後半島の沿岸部で、潜水による海藻採集を行っていたのは、唯一袖志の海女のみである。
丹後半島は内湾と外洋の漁法が多様で、かつ複合的に伝承されてきたことにより、袖志の海女漁を含む多様な漁業習俗は、1987年（昭和62年）12月18日に「丹後の漁撈習俗」の名称で国の記録作成等の措置を講ずべき無形の民俗文化財に選択された。

## 歴史
袖志は若狭湾の西部に位置し、沖合を対馬海流が流れる。対馬海流の分流が入り込む若狭湾に面した入江では、刺網や定置網による鰤漁、組織的方法による捕鯨などが行われた一方、外洋に面した沿岸部では、磯見漁や海藻採取、飛魚刺網漁、沖合釣漁など様々な漁労が発達し、なかでも日本海側では数少ない海女による潜水漁法は、丹後地域でも袖志のみで営まれた。
袖志でいつ頃から海女業が営まれたのかは定かではないが、遅くとも天禄年間（1688年～1703年）には、袖志の嘉兵衛という者が主導し、村内の女7～8名と男5～6名でグループを組織し、沿岸に出漁して女性が海に潜り、海藻などを採っていた。資料により、女7～8名・男15～16名の一団であったとも記録される。当時としては異色の漁業形態で、近海で注目されることとなった。
潜水漁のことを、京都府の方言では「モグリ」という。袖志の海女は専業ではなく、田植えや麦の脱穀やサツマイモの植え付けなどの農作業の合間に村ぐるみで組織的に行われ、出漁の時期も村で日取りを決めて一斉に行った。山の芝刈りなどを村人総出で日を決めて行う共同作業を「山の口（ヤマノクチ）」と呼ぶが、袖志では海に対しても「山の口」という表現をした。この制度は1877年（明治10年）頃からはじまり、採取物によって細かく定められていた。海に入ることを禁じる期間を「海止め」というが、これにあたらない海の凪いだ日には海女達が潜水するために大きく呼吸する「ひゅうっ」「ひゅうっ」という呼吸音が浜に響くので、これを「磯笛」と呼んだ。
大正年間までは、袖志の女はほぼ全員が海女漁に従事し、付近の沿岸をはじめ、遠く若狭や但馬、山陰の海まで遠征した。丹後地方の漁業形態は一般に単船漁業が多く、エート網、大敷網・地曳き網などの一部の例を除けば大半が家内操業による1～2名での漁であり、完全に組織的に行われた袖志の海女漁は、その点においても特異なものであった。
海女漁は袖志の重要な現金収入の手段であったため、袖志の女は幼少の頃から（一例によれば8歳頃から）海に潜ってきた。かつての袖志で村内婚が推奨された理由のひとつが、他村の娘では潜水して海藻を採取する力が期待できないためであるという。
1934年（昭和9年）時点で70名、1938年（昭和13年）時点で59名の海女がいたが、一連の活動は第二次世界大戦後まもなく姿を消すこととなる。
1945年（昭和20年）から1947年（昭和22年）にかけて、袖志の海女が主な収入源として採取していたテングサは、輸入物におされて取引価格が暴落し、海女業は労働に見合わない稼業となった。1948年（昭和23年）にはテングサの取引価格はもりなおしたが、一時的なことでしかなく、1952年（昭和27年）に再度暴落すると、やがて袖志の海女は途絶えることとなった。
1983年（昭和58年）時点で、かつて海女だったという女性もおよそ3人にまで減少した。いずれも80歳を超えており、後継者がいなかったことが海女漁が途絶えた要因である。昭和前期の丹後地方では機業が全盛期を迎えており、袖志でも京都の繊維問屋と結びついた機業が栄え、多くの女性が海女ではなく機女を選ぶようになっていった結果であった。

## 出漁体制

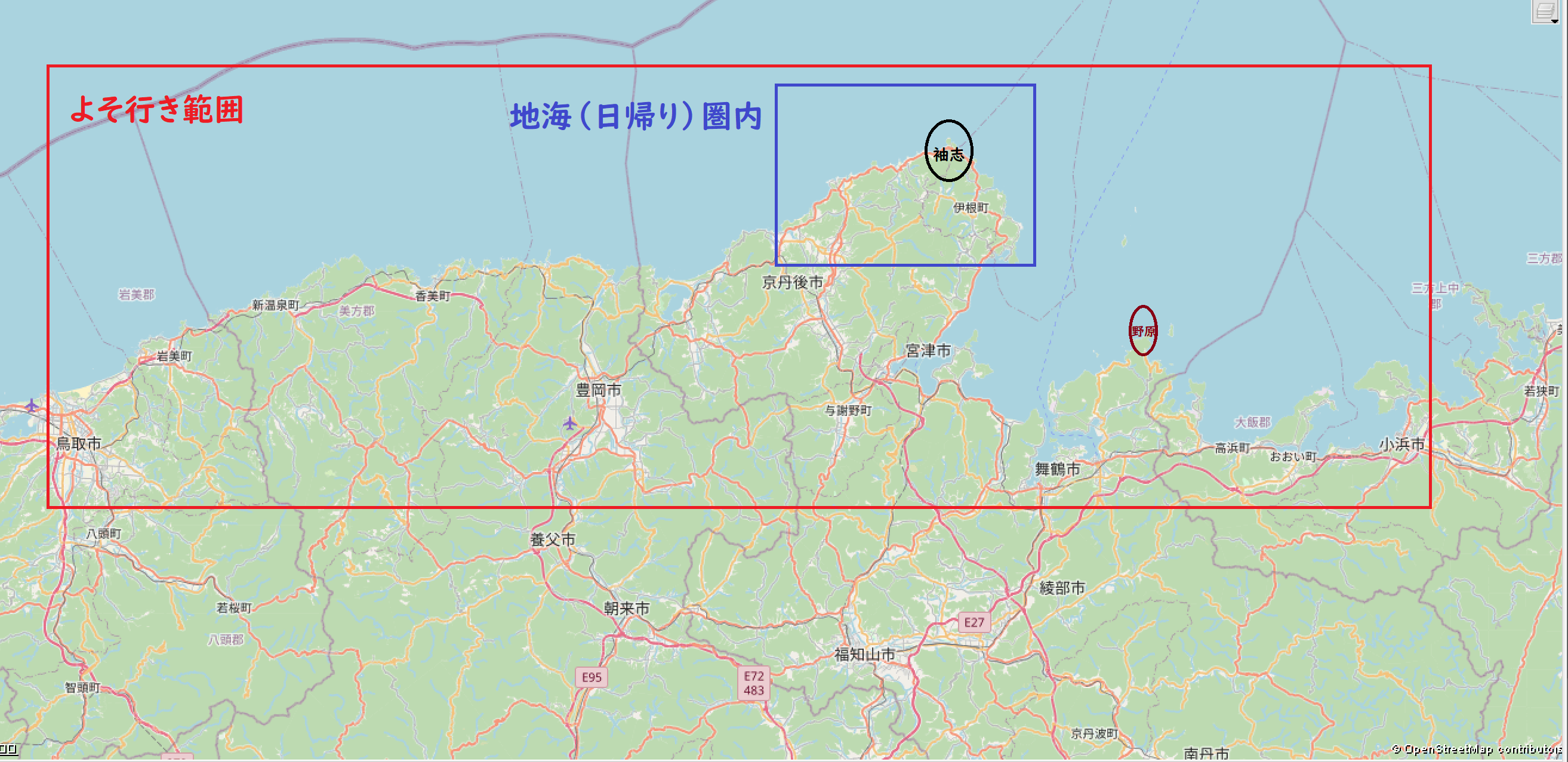
袖志の海女のおおよその出漁範囲

袖志の海女集団には、「地海（じうみ）」と呼ばれる袖志の近海を漁をし日帰りで帰る者達と、泊りがけで遠征する「よそ行き」とがあった。昭和初期には10艘のトモブト（艫太）が活動し、そのうち約半数が地海（日帰り）で操業し、残る半数が遠方まで足を延ばした。10艘のうち6～7艘が但馬方面に出漁し、さらにその中から一部の船が兵庫県香住や、鳥取県賀露まで足を延ばしたという。

### 地海（日帰り）
東は伊根の鷲岬から、西は網野の浅茂川や三津あたりまでが「地海」の範囲だった。船1隻に船頭の男2名に海女7～8名が一組となって操業したとも、船頭1名に海女6名が一団になったともいう。「地海」は、年配の海女や乳飲み子のいる海女、「ナライデ」と称した見習い中の海女が担当した。
1907年（明治40年）生まれの海女の記憶によれば、「地海」の行程は次のようなものであった。朝7時頃に朝食を摂り、弁当を持参して浜に集まる。朝食や弁当はいずれも、ご飯、焼き魚、梅干し、漬物などであった。その日の漁場は船頭と熟練の海女が相談して決め、ここと決めた漁場のテングサを採り尽くしながら移動し、日没の18～19時頃に帰村した。1日に潜る回数は午前3回・午後3回の6回で、1回目の潜水の収穫は海女のもの、2回目は船頭のもの、3回目以降は海女のものと決まっており、6回中1回分は船頭の報酬であった。
海女はひとかつぎ（ひと潜り）ごとに陸にあがり、火を焚いて暖をとった。その際には早く身体を温めるために芋を焼いて食すのが定番だった。

### よそ行き
「よそ行き」は「デリョウ」とも言った。西は兵庫県但馬の城崎や鳥取県方面まで、東は福井県小浜まで遠征した。船頭の男2名と海女4～5名が組んで操業し、海女は若手から中年にかけての元気な海女達が「よそ行き」を担った。1回が5日間くらいの行程で、盆までの間に海女1人あたり2～3回は行ったという。
「よそ行き」には、蚊帳と味噌と醤油を携え、洞窟や浜辺の小屋や船を寝床に漁場をまわり、当地の村人も気づかないうちにテングサ（石花菜）を採取して去った。その漂泊性から、他国の人は袖志の海女船を「丹後のヌスットブネ」とよんだ。袖志の海女たちの船は、船頭が櫓を漕ぎ海女は櫂を漕ぐ、3枚櫂や4枚櫂とよばれる非常に足が速い船だった。他の浦の者達は「袖志の前では櫂かくな」といい、その速さを比べられることをおそれた。とはいえ、小浜から但馬にかけての海でテングサを採る村は、袖志のほかに無く、利害が対立したわけではなかった。舞鶴や小浜の大島半島など毎年出かける土地では良好な関係もでき、大きな農家の屋敷に無償で泊めてもらえることもあった。廃藩置県以後も、袖志には、袖志の者はどこの海でも自由にテングサを採って良いとする旨を記載した高橋是清農林大臣（当時）の署名入りの許可書があり、他浦での自由操業は公認されていた。万が一「よそ行き」で他浦の者ともめた際には見せられるよう、海女たちはその写しを携帯していた。
しかし、明治期に制定された漁業法で地先漁業権が設定されると、袖志の海女は長年の経験から発見してきた各地の漁場の多くを失うこととなった。袖志は慣行による入漁権を主張したが、相手の村々はこの海に袖志の海女が来たことは一度もないと主張し、これを否定した。唯一、東大浦村字野原（舞鶴市）においては、毎年訪れる海女と親しくなって子をなした若者がいたことが動かぬ証拠となり、裁判の末に袖志の海女は慣習に基づき野原での漁を許されることとなった。以後、野原の漁業者達は毎年袖志の海女が遠征してくる夏がくる前、春のうちに、船の上から長竿を入れてテングサを巻き取り、長さにしておよそ3分の2の部分を根こそぎ採取してしまうようになったが、後からやってくる袖志の海女が潜って採取する海底付近の海藻の方が質が良く2倍の値が付いたという。
相手先の海に入漁権が認められて以後は、第1回目は田植えの時期に行き、第二回目はサナボリを済ませてから7月10日～8月20日くらいまで滞在して漁をした。小舟で出漁し、海女が潜って採取したものをスマブクロに入れて船に上げ、それが溜まると船頭の1人が陸に運んで岩場に干した。
「よそ行き」での収入は全員で平等に分割し、これを「アタマワリ」と呼んだ。潜りに長けた海女と組めれば船頭の収入も増えるので、船頭たちは漁期の始まりや終わりに下駄や腰巻などの贈り物を携え、熟練の海女に自分の船に乗ってくれるよう頼みにいったという。

## 装束・装備
| 袖志の海女の服装 |  | 藤布のスマブクロ |
| 袖志の海女の服装 |  | 藤布のスマブクロ |

### 服装
袖志の海女は、素潜りで5メートル前後を潜り、主として海藻を採集した。潜る際の衣装は、もんぺにメリヤス製の半袖の丸首にボタンが付いた肌着を着て、サラシの帯を胴巻きにして締め、身体の冷えを防いだ。着物仕立ての服は、海水で胸が開いてしまって仕事に支障が出るため潜水時には避けた。
頭部は手拭いでほっかむりをして、潜水や浮上の動きでも抜け落ちないように顎にしっかりと結び、その上から2つに分かれた水中眼鏡をかけた。明治時代初期に登場した水中眼鏡は、海女の潜水を助ける第一の文明の利器であったという。袖志では1895年（明治28年）頃から導入された。眼鏡がない時代は水圧や潮水で眼を傷めるのをおそれて海底では眼をつむり手探りで海藻を採取していたが、眼鏡の導入で海中でも眼を開けていることができるようになると、漁獲の能率は飛躍的に向上した。この眼鏡のくもり止めには、生ヨモギの葉を揉んで磨いておくのが適していたという。

### 漁具
丹後地方では「ナサシ」と呼ぶ貝起こしの小さな鉄具と、海中で採集したものを入れる袋を携えて潜水した。袋は1斗4～5升入りの米袋のような形状のもので、「スマブクロ」、「ウミカヅキブクロ」、「ウミブクロ」などと言い、腰の前側に下げた。採集物を入れる袋がいっぱいになると、船頭が船内に引き上げ、海女は浜で流木を燃やして暖をとった。
この袋は、藤布や麻布などで作られた目の粗い袋で、なかでも塩分や摩擦に強く丈夫な藤蔓の繊維で織った藤布は濡れても身体にべとついて泳ぎに支障をきたすことがなく、大変適材とされた。藤布を撚って作った縄は、海女が潜水するために抱いて潜る重石と船とを繋いだ命綱でもあった。こうした藤布は、採取したワカメやノリを山間部に行商に行った際に、物々交換で入手した。藤布の入手先は宮津市世屋や駒倉集落などで、麻布は藤布よりも後の時代、峰山町や加悦町などの丹後ちりめんの機屋に奉公に行くようになってから、ちりめん織機に用いる麻のツウジ糸を譲り受け、用いるようになった。「春ははいる、秋はあきぶくろ、冬はふさがる」とゲンを担いで、スマブクロを仕立てるのは必ず春先にしたという。
1962年（昭和37年）8月、「漁村と海女の生活」をテーマに民俗資料調査を行っていた京都府教育委員会の法山竜正主事らのグループが、このスマブクロに注目した。海女の聞き取り調査によって世屋で藤織りが存続していることを知り、これを「古代生活の貴重な資料」として古代の繊維研究の権威として知られた布目順郎京都工芸繊維大学教授（当時）のコメントとともに新聞各紙が報じたことで全国的に注目を集め、全国各地で藤布をはじめ麻布など自然布の調査や保存・伝承活動が発足するきっかけとなった。

## おもな採集物

### テングサ

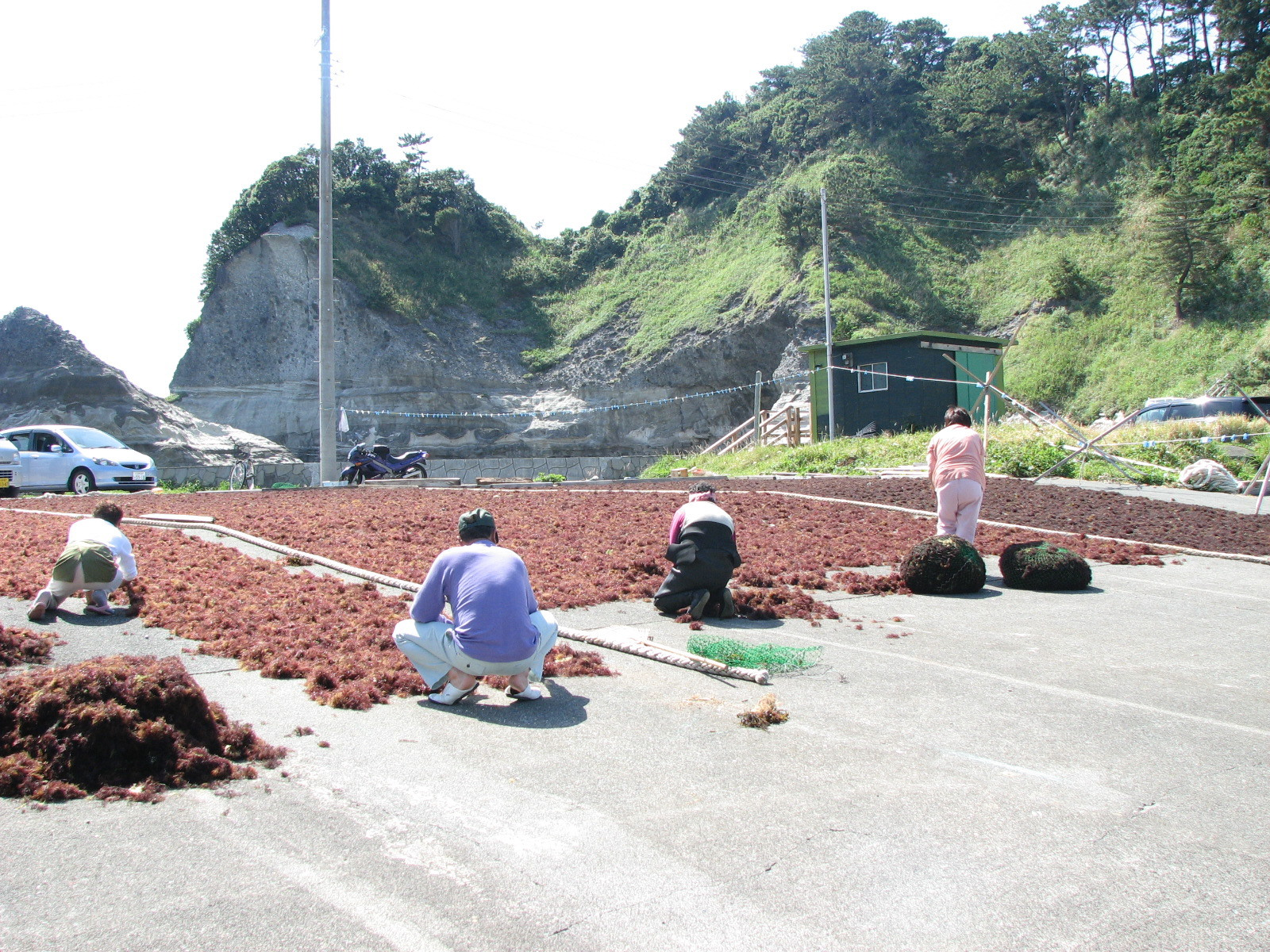
テングサ干しの様子（伊豆半島）

テングサは、トコロテンや寒天の原料となる海藻である。トコロテンは室町時代には京都や奈良の都で流通していた。幕末頃から明治期以降は、とくに寒天の材料として商品価値が高まった。袖志の海女の主要な採集物で、解禁日（ヤマノクチ）以降なら自由に採集することができた。袖志の労働歌には「海女節」とは別に「テングサトリの唄」が残されている。
テングサには「ホングサ」「マグサ」「タヌキ」の3種類があり、もっとも質の良い「ホングサ」は潮の流れが激しい経ヶ岬突端の水深4メートル付近に多く生え、根が堅かった。息の長い熟練の海女は5～6メートルを潜ることができたが、息の短い者は3メートルが限界で、海女の技量はテングサの収量を左右した。他村に子守や機屋奉公に出ている娘は、テングサ採りの時期が近づくと村に戻り、海で練習を積んだという。
採ったテングサはその日の内に乾燥し、「よそ行き」の場合は俵に詰めて袖志に送り、袖志で競売にかけられ、大阪府や長野県等から業者が買い付けに来た。7月1日に入札を行い、採取に出かける前から今年のテングサをいくらで買い取るか事前に相談する商人もいた。
テングサ採りの最適期は6月上旬から7月の土用の入りまでで、1回目の「ヤマノクチ」は6月の凪の日をみて約1週間行われた。その後6月末頃までに農作物の植え付けやサナボリを済ませると2回目の「ヤマノクチ」が開き、土用の入りまでがテングサ採りシーズンだった、「よそ行き」は盆前まで行われることもあり、盆には海女たちも袖志に帰った。
このテングサ採りは、安価な輸入品の流通によってテングサの価格が暴落する1950年（昭和25年）頃まで行われた。昭和17~18年頃が最終だったと記憶する海女もいる。

### その他
袖志では、海藻はイワノリ、ワカメ、テングサをおもに採り、ウゴ、モズク、ハバノリなども採取した。貝類はサザエ、ウニがおもな産物で、テングサ以外は磯見漁で採集できるため、男女を問わず、海女がいなくなった現在でも漁が行われている。
イワノリの採取時期である11月中旬から3月までは、「海止め」が実施された。「海止め」は、集落内を流れる5本の川のうち東端にある落川より経ヶ岬側の岩場に行くこと、そこでの生物はいかなるものも採捕することを禁じるもので、この期間内のイワノリやハバノリの採集はヤマノクチ（解禁日、「クチアケ」という）当日のみ共同で行われる。
ワカメは、クチアケ以降は自由に採取できるが、4月中は午前中のみ、5月以降は午後も刈って良いことになっている。
ウニのクチアケは7月に2日のみあり、共同で採捕した。

## 袖志の漁業
袖志の集落の始まりは定かではなく、漁業の起源も明らかではないが、遅くとも応永年間（1394年～1427年）には20数戸が居住して農業を営んだと記録されている。採藻業の始まりは天正年間（1573年～1591年）であると伝わり、前述の通り元禄年間（1688年～1703年）に嘉兵衛が主導して海女を一団として組織して漁をするようになると、その収穫は年収としても専業で成り立つほどに多く、他の村民も皆これに倣い、袖志の女性はほとんどすべての者が海女となり活動した。
享保年間（1716年～1735年）には近隣の村に習って延縄業をはじめたが、技術不足に加え、海女の採藻業に障害となることがわかって中止された。寛保年間（1741～1744年）には漁民共同で起中網を設置したが、好漁場とはならず、波風の激しさから管理作業もままならず、これも数年で中止されている。
以後、しばらくは採藻業のみが営われたが、1862年（文久2年）に間人村から漁夫を雇って、漁具を新調し、蝶手繰網を使用したところ、好漁であったため、3艘の漁船が20年程活動した。網漁はその後一時期絶えたが、1897年（明治30年）頃から再び始められ、明治時代から大正時代にかけては45艘程が操業し、漁業が発展した。この頃は魚種も漁獲高も多く、漁民は漁業専業で潤ったという。
しかし、昭和時代に入って新たな漁法が導入されるにつれ、乱獲による漁獲高の激減で漁業で生活を維持することが困難となった。その後の袖志の漁業は、とる漁業からつくる漁業へとシフトし、アワビやサザエ、ワカメの養殖などの浅海漁業がおこなわれている。